# 沖宮
沖宮（おきのぐう）は沖縄県那覇市にある神社。琉球八社の一つであるが、近代社格制度では社格を与えられておらず、神社本庁に属さない単立の神社である。（無格社）。奥武山公園の東部に位置する。

## 祭神
天受久女龍宮王御神（てんじゅくめりゅうぐうおうおんかみ。天照大御神）・天龍大御神（てんりゅうおおおんかみ）・天久臣乙女王御神（あめくしんおとめおうおんかみ）・熊野三神（伊弉册尊・速玉男尊・事解男尊）を祀る。
明治の神仏分離までは「沖山三所権現」（沖の寺）と称し、神仏習合で阿弥陀如来・薬師如来・十一面観音を祭っていた。
- 神代一代
  - 相殿中央の御座
    - 御先 女天神代　天受久女龍宮大御神（てんじゅくめりゅうぐうおおおんかみ）
    - 中　女天神代　天智門女龍宮大御神（あまちじょうめりゅうぐうおおおんかみ）
    - 今　女天神代　天受賀女龍宮大御神（てんじゅかめりゅうぐうおおおんかみ）

  - 相殿左の御座
  - 父御神　天龍大御神（てんりゅうおおおんかみ）
  - 母御神　天久臣乙女大御神（あめくしんおとめおおおんかみ）
  - 相殿右の御座
    - 天芳子乙女大御神（てんぽうしおとめおおおんかみ）
    - 天仁子乙女大御神（てんじんしおとめおおおんかみ）
    - 天来子乙女大御神（てんらいしおとめおおおんかみ）

  - 熊野三神
    - 伊弉冊尊（いざなみのみこと）
    - 速玉男尊（はやたまをのみこと）
    - 事解男尊（ことさかをのみこと）

## 摂末社
末社 住吉神社
神代二代
下二柱が御夫婦神
- 天風龍大神（あまふうりゅうおおかみ） - 子（ね）の神 表筒王
- 天火龍大神（あまひりゅうおおかみ） - 丑（うし）の神 中筒王

下二柱が御夫婦神
- 表臣幸乙女大御神（うはしんこうおとめおおおんかみ）
- 中臣幸乙女大御神

下二柱が御夫婦神
- 天水龍大神（あますいりゅうおおかみ） - 寅（とら）の神 底筒王
- 底臣幸乙女王御神（そこしんこうおとめおおおんかみ）

末社 辨財天宮（べんざいてんぐう）
神世三代
- 木龍宇具志久乙姫王（もくりゅうぐしおとひめおおお） - 辰（たつ）の神
またの名を 辨天負百津姫神（べんてんよもつひめかみ）：ノロ神の御名

## 歴史
創建の由緒は不詳だが、源為朝の時代と史料にある。正徳3年（1713年）の『琉球国由来記』には、「大昔、那覇港の海中から光が絶えず射していたので、調べてみると霊木であった。これを熊野権現の霊木とし、社寺を建てこの木を祀った」とある。
最初は那覇埠頭の地（現・那覇市西3丁目）にあったが、明治41年（1908年）、那覇港埠頭築港に伴い那覇市安里の安里八幡宮の隣地に遷座し、寺は那覇市住吉町に移転した。その時の社殿は琉球における神社建築の典型例として、昭和13年（1938年）国宝に指定されたが、沖縄戦で焼失した。戦後、比嘉真忠に「沖宮を復興せよ」と神託があり、沖宮霊木の根元は奥武山の天燈山と神示があった。昭和36年（1961年）に通堂町へ仮遷座し、同50年、現位置である奥武山公園内へ遷座された。
令和二年に神社本庁との被包括関係を解き、単立神社となった。
そのほか、先代宮司である比嘉真忠氏によって沖縄各地に伊計神社（うるま市与那城伊計218）、宜名真神社（国頭村字宜名真218）、恵比須神社（那覇市字安謝251）、神着宮（名護市字安部）が創建された。また、平成29年には伊平屋島に伊平屋天巌戸神社（伊平屋村字田名 念頭平松付近）が創建された。クマヤ洞窟の遥拝所の役割を果たす神社である。（広報いへや 2018年1月号）いずれも御祭神は天照大御神である。

## 交通

### モノレール
- 沖縄都市モノレール（ゆいレール） 奥武山公園駅

### 路線バス
各路線の詳細は、琉球バス交通、那覇バスの項目を参照
奥武山公園駅前バス停
- 11番（安岡宇栄原線） 那覇バス
- 17番（石嶺（開南）線）　那覇バス
- 101番（平和台安謝線） 那覇バス
- 105番（豊見城市内一周線） 琉球バス交通